# UTC-04:30
UTC−4:30 là giờ điều chỉnh giữa Giờ miền Đông Bắc-Mỹ và Giờ chuẩn Đại Tây Dương.

## Những khu vực dùng giờ UTC−4:30

### Venezuela
Venezuela (đổi sang giờ này trong tháng 10 năm 2007).
Múi giờ mới chính thức của Venezuela được quyết định bằng kinh tuyến 67 đi ngang qua lãnh thổ quốc gia và chia nó thành hai vùng gần như cân xứng mà biểu thị -4:30 (GMT) so với giờ thế giới được thiết lập bởi kinh tuyến Greenwich (kinh tuyến 0 độ). Múi giờ UTC−4:30 là chuẩn chính thức ở Venezuela từ năm 1912 đến năm 1965 khi Quốc hội đổi sang sử dụng kinh tuyến 60 (-4 GMT) ở Punta de Playa, tại châu thổ Amacuro mà hiện đang được sử dụng.